# Tera Term
Tera Term（日语： Teratāmu），是一款開放原始碼的远程客户端操作软件，一开始是由日本物理學家寺西高（／ Teranishi Takashi）开发并发布的，之后是由TeraTerm Project在BSD许可证下进行维护支持。
该软件支持的通信协议有SSH、telnet、序列埠通信（serial）[待考证]，僅支持Microsoft Windows操作系統。

## 功能

### 脚本语言
Tera Term语言(简称TTL)，是一门针对Tera Term的宏语言，并由MACRO编译器（TTPMACRO.EXE）进行解譯，提供了诸多功能，包含：自动输入、自动登录等。
TTLEditor 是TTL语言的专门编辑器。

连接SSH服务器：
```
; 自动登录脚本.ttl
connect 'myserver /ssh /auth=password /user=username /passwd=password'
```

SSH服务器基础上，进行端口转发：
```
connect 'myserver /ssh /auth=password /user=username /passwd=password /ssh-L本地IP:本地端口:远程监听IP:远程端口'
```

连接成功后，与控制台的互动。，示例如下：
```
wait '$' 
sendln 'ssh username@hostname'
wait 'password' 
sendln 'password'
```

连接成功后，等待画面出现$符号面时，发送ssh命令进行第二次连接，并等待控制台含有"password"的字符串出现，在这之后发送"password"作为密码给远程SSH服务器。

## 相关名词
- Secure Shell
  - OpenSSH
  - WinSCP
  - RLogin
  - Putty
  - Poderosa
- SSH客户端比较
- Telnet
- 终端仿真器
- XMODEM
- ZMODEM
- Kermit